# Dekra Hochschule für Medien
Die DEKRA | Hochschule für Medien war eine private Hochschule in Berlin und gehörte zur Dekra Akademie GmbH. Sie war in der Oberbaum City im Bezirk Friedrichshain angesiedelt. Die Hochschule ging aus der 1997 gegründeten Medienakademie hervor. Die Hochschule wurde im Oktober 2020 Teil der SRH Hochschule Berlin.

## Studiengänge
Angeboten wurden die vier Studiengänge Film und Fernsehen, Journalismus und PR, Schauspiel und Inszenierung sowie Kommunikationsmanagement mit dem staatlich anerkannten Abschluss Bachelor of Arts. Jedoch waren nicht alle Studiengänge über die gesamte Existenz der Einrichtung verfügbar. Die Regelstudienzeit betrug in allen Studiengängen sechs Semester, ein zwölfwöchiges Praktikum war integriert. Die Studierenden konnten sich je nach Studiengang auf ein bestimmtes Themengebiet spezialisieren.
Alle Studiengänge wiesen verschiedene Spezialisierungsmöglichkeiten auf, zwischen denen die Studenten wählen konnten:
| Studiengang                                 | Spezialisierungen                                                  |
| ------------------------------------------- | ------------------------------------------------------------------ |
| Film und Fernsehen (Bachelor of Arts)       | Regie, Kamera, Produktion, Postproduktion, Audio                   |
| Film als szenische Kunst (Bachelor of Arts) | Filmschauspiel und Regie, Filmbildung/Medienpädagogik              |
| Journalismus und PR (Bachelor of Arts)      | Moderation, Online-Journalismus, TV-Journalismus, Public Relations |
| Kommunikationsmanagement (Bachelor of Arts) | Mediendesign, Kommunikationspsychologie, Marketingkommunikation    |

Die Skript Akademie an der Dekra Hochschule für Medien war zunächst als Kooperationsprojekt mit externen Partnern organisiert und seit 2016 als An-Institut in die Hochschule integriert. Es bildete Autoren, Lektoren und Dramaturgen aus und bot Weiterbildungen an.